# Belestar
Belestar (Belestar en occità, Bélesta en francès) és un municipi del País de Foix (entre les regions occitanes del Llenguadoc i la Gascunya). Actualment pertany a la regió d'Occitània, al departament de l'Arieja.

## Demografia

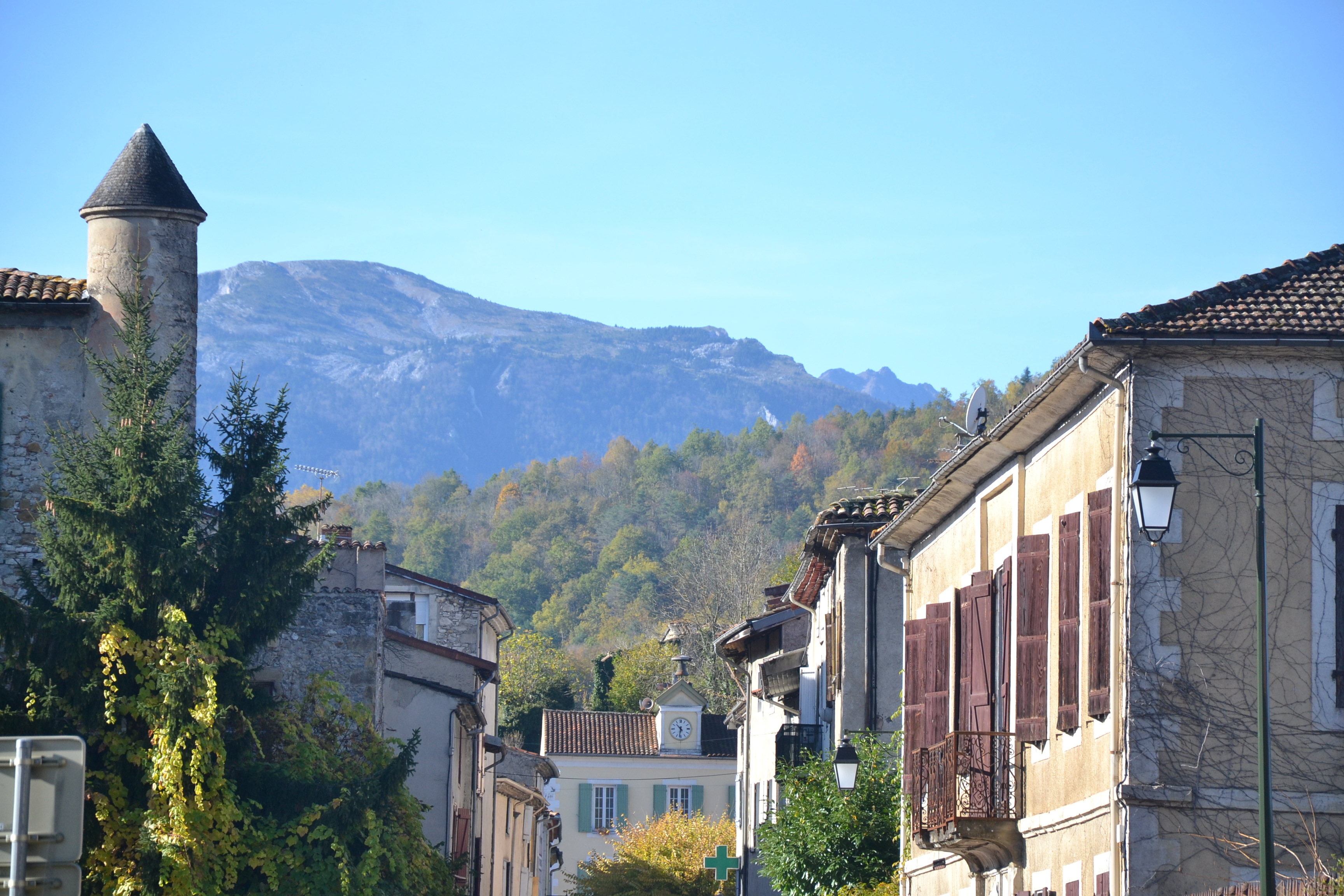
Vista del centre de Belestar.

L'evolució del nombre d'habitants es coneix a través dels censos de població realitzats al municipi des del 1793. A partir del 2006, les poblacions legals dels municipis francesos són publicades anualment per l'INSEE. El cens es basa ara en una recopilació anual d'informació, que afecta successivament tots els territoris municipals durant un període de cinc anys. Per als municipis de menys de 10.000 habitants, es fa una enquesta censal que cobreix tota la població cada cinc anys, i s'estimen per interpolació o extrapolació les poblacions legals dels anys intermedis. Per al municipi, el primer cens exhaustiu que es conformava amb el nou sistema es va realitzar el 2007. El 2017, la comuna tenia 1064 habitants, un 0,09 % menys respecte el 2012 (Arieja: +0,52 %, França sense Mayotte: +2,36 %).
| Evolució de la població |       |       |       |       |       |       |       |       |
| 1793                    | 1800  | 1806  | 1821  | 1831  | 1836  | 1841  | 1846  | 1851  |
| 1 610                   | 1 848 | 1 879 | 2 037 | 2 293 | 2 487 | 2 529 | 2 660 | 2 700 |

| 1856  | 1861  | 1866  | 1872  | 1876  | 1881  | 1886  | 1891  | 1896  |
| ----- | ----- | ----- | ----- | ----- | ----- | ----- | ----- | ----- |
| 2 504 | 2 459 | 2 545 | 2 534 | 2 503 | 2 382 | 2 517 | 2 235 | 2 125 |

| 1901  | 1906  | 1911  | 1921  | 1926  | 1931  | 1936  | 1946  | 1954  |
| ----- | ----- | ----- | ----- | ----- | ----- | ----- | ----- | ----- |
| 2 038 | 2 063 | 2 021 | 2 036 | 1 973 | 1 502 | 1 341 | 1 327 | 1 355 |

| 1962  | 1968  | 1975  | 1982  | 1990  | 1999  | 2006  | 2007  | 2012  |
| ----- | ----- | ----- | ----- | ----- | ----- | ----- | ----- | ----- |
| 1 395 | 1 330 | 1 441 | 1 386 | 1 337 | 1 179 | 1 114 | 1 105 | 1 065 |

| 2017  | 2022 | 2027 | 2032 | 2037 | 2042 | 2047 | 2052 | 2057 |
| ----- | ---- | ---- | ---- | ---- | ---- | ---- | ---- | ---- |
| 1 064 | --   | --   | --   | --   | --   | --   | --   | --   |

## Patrimoni
- La font intermitent de Fòntastòrbas. Coneguda ja en època romana, és una de les deu fonts de tipus vauclusià de França. Aquest sortidor té la singularitat que les seves intermitències són extremadament regulars.
- La capella de Nostra Senyora de la Vall d'Amor. Santuari marià del segle segle xiv. És lloc de pelegrinatge el dilluns de Pentecosta.
- Església de Sant Blai de Belestar.
- El castell de Belestar: Construït el 1263.
- El bosc de Belestar. Antic bosc reial que va servir per a aportar fusta per a la flota de Lluís XIV. La seva fusta més bona serveix per a la fabricació dels pianos Chavanne. En aquests boscos hi ha el Trou des corbeaux, un avenc d'una profunditat de 110 m sobre el qual s'hi ha habilitat una plataforma.
- El coll de la Crotz dels Morts i el coll de Montsegur.

### A la seva rodalia
- Castell de Montsegur.
- Castell de Puègverd.
- El mas de la família Bataller.
- La creu de Millet.
- Les gorges de La Frau.